# 峡门镇
峡门镇，是中华人民共和国青海省海东市民和回族土族自治县下辖的一个乡镇级行政单位。

## 行政区划
峡门镇下辖以下地区：
硖门镇社区、孙家庄村、直沟村、深巴村、甘池村、硖门村、阳坡村、腰路村、康阳村、巴子沟村、李家庄村、石家庄村、甲子山村、赵家山村、抓咱村、若木池村和铁家庄村。